# Mount Suess
Mount Suess ist ein 1190 m hoher Berg im ostantarktischen Viktorialand. Er überragt den südlichen Abschnitt des Gondola Ridge nahe der Südseite des Mackay-Gletschers. 
Teilnehmer der Nimrod-Expedition (1907–1909) unter der Leitung des britischen Polarforschers Ernest Shackleton entdeckten ihn. Benannt ist er nach dem österreichischen Geologen Eduard Suess (1831–1914).